# 結縁寺 (印西市)
結縁寺（けつえんじ、英語: Ketsuen-ji）は、千葉県印西市の寺院である。山号は晴天山。院号は西光院。

## 概要
千葉県印西市結縁寺にある真言宗豊山派の寺院である。山号は晴天山と称しており、本尊として不動明王（国重要文化財）を祀っている。なお院号は西光院と称している。
寺はイチョウの巨木に囲まれており、境内の彼岸花は「印西八景」の一つとなっている。

## 本尊
- 不動明王

## 歴史
寺伝によれば、神亀年間（724年～729年）に行基の開山によって創建されたという。また、源頼政の家臣が、頼政の戦死後その首をこの地に葬って一寺を建立したとも伝えられる。

## 文化財
本尊は「銅造不動明王立像」として国指定重要文化財となっている。像高47センチメートルであり、裳（下半身にまとう衣）前面の刻銘により1303年（旧暦嘉元元年）の造像とわかる。牙は片方を上、片方を下に向けて出すが、眼はいわゆる天地眼とせず、両眼を見開いている。

## 名称
寺号は「けつえんじ」と読み、国税庁の法人番号公表サイトにおいても読み仮名は「ケツエンジ」として登録されている。この寺号に因んで名付けられた印旛郡結縁寺村も「けつえんじむら」と読み、『日本歴史地名大系』でも「けつえんじむら」と表記している。その後、この地は合併を繰り返して印西市となったが、現在も印西市の大字として結縁寺の名は残っている。印西市の大字も「けつえんじ」と読まれており、印西市役所も「けつえんじ」と表記している。
一方、静岡県掛川市には同じ漢字の寺院が存在するが、そちらは「けちえんじ」と称しており、この寺号にちなんで命名された静岡県の結縁寺村も「けちえんじむら」と称していた。混同しないように留意が必要である。

## 所在地
- 千葉県印西市結縁寺516番地